# マーク・ギャルビン
マーク・ギャルビン（Mark Galvin、1955年6月22日 - ）は、アイルランドの元レーシングドライバー。 
ギャルビンは1984年から英国フォーミュラ3選手権、および1987年の間に他のいくつかのフォーミュラ3シリーズに参加。スポーツカー世界選手権でも活躍。ル・マン24時間レースにもスパイス・エンジニアリングやマツダスピードから参戦して活躍した。